# ماركينيوس مورايس
ماركينيوس مورايس هو لاعب كرة قدم برازيلي في مركز الوسط، ولد في 21 يناير 1990 في البرازيل. لعب مع باوليستا ونادي أمريكا ونادي فاسكو دا غاما.

## وصلات خارجية
- ماركينيوس مورايس على موقع قاعدة بيانات كرة القدم.إي يو (الإنجليزية)
- ماركينيوس مورايس على موقع Soccerway.com (الإنجليزية)